# Raná u Hlinska

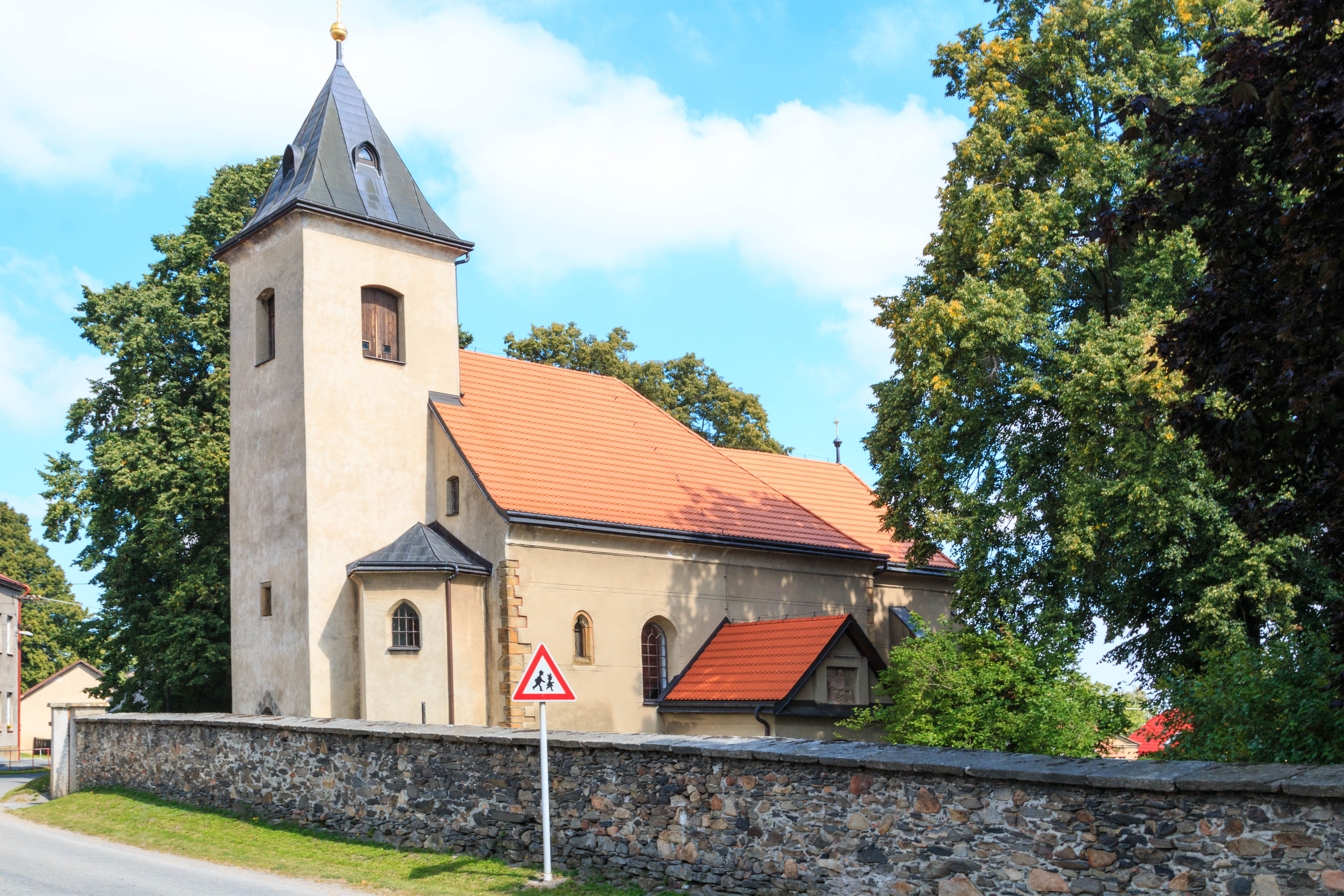
Kirche Jakubus des Älteren

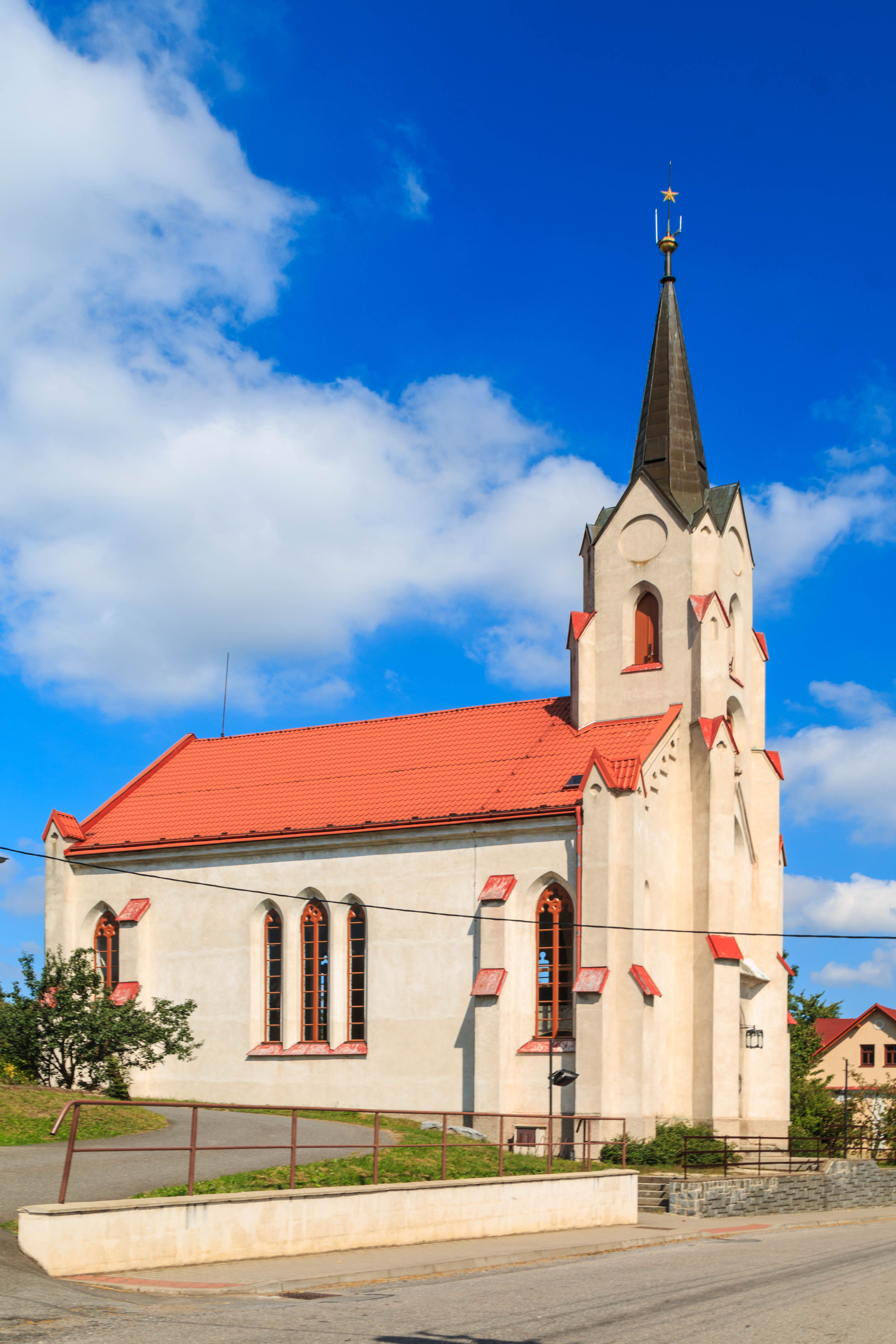
Evangelische Kirche

Raná (deutsch Ranna) ist eine Gemeinde in Tschechien. Sie liegt sechs Kilometer nordöstlich von Hlinsko und gehört zum Okres Chrudim.

## Geographie
Raná befindet sich im Tal des Baches Raná (Schwarzer Bach) nördlich der Saarer Berge und südöstlich des Eisengebirges. Mit dem oberhalb gelegenen Vojtěchov, wo sich auch der Bahnhalt befindet, bildet Raná ein zusammenhängendes Siedlungsgebiet im Ranátal. Südlich erhebt sich die Čertovina (652 m n.m.), südwestlich die Medkovy kopce (638 m n.m.).
Nachbarorte sind Oflenda, Mrákotín und Oldřetice im Norden, Pokřikov im Osten, Vojtěchov im Südosten, Hyvel im Süden, Medkovy Kopce im Südwesten sowie Holetín im Westen.

## Geschichte
Das Dorf wurde 1349 als Teil der Herrschaft Richenburg erstmals erwähnt. Die erste Erwähnung der Pfarrkirche erfolgte 1350 in einer Urkunde des Erzbischofs Ernst von Pardubitz. Bis zum 15. Jahrhundert bestand in Raná eine Feste. An der Raná, die früher Černý potok hieß, wurden drei Mahlmühlen und eine Sägemühle betrieben. Hauptsächlich lebten die Bewohner des Dorfes jedoch von der Landwirtschaft. Nach dem Dreißigjährigen Krieg erlosch die Pfarrei Raná, die Kirche wurde zur Filiale der Pfarrei Skuteč. Seit 1786 war Raná wieder Pfarrort und 1799 entstand das Pfarrhaus. Im Kirchenwald sowie bei Hyvel wurde Eisenerz abgebaut. Zu Beginn des 19. Jahrhunderts errichtete die Herrschaft Richenburg eine Schule.
Im Jahre 1835 bestand das im Chrudimer Kreis gelegene Rustikaldorf Ranna aus 76 Häusern, in denen 373 Personen lebten. Unter dem Patronat der Obrigkeit standen die Pfarrkirche Jakobus des Älteren, die Pfarrei und die Schule. Im Ort gab es drei Mühlen. Zu Ranna konskribiert war die Einschicht Hiwel (Hyvel). Ranna war Pfarrort für Pokřikow, Woldřetitz, Woytiechow, Kladno, Oflenda, Mrakotin und  Holletin. Bis zur Mitte des 19. Jahrhunderts blieb Ranna der Herrschaft Richenburg untertänig.
Nach der Aufhebung der Patrimonialherrschaften bildete Ranná ab 1849 mit dem Ortsteil Medky eine Gemeinde im Gerichtsbezirk Hlinsko. Ab 1868 gehörte das Dorf zum politischen Bezirk Chrudim. 1869 hatte Ranná 378 Einwohner. Im Januar 1870 erfolgte südlich von Hyvel durch die ÖNWB der Bau der Bahnstrecke Deutschbrod–Pardubitz, am 16. Mai 1871 wurde der Zugverkehr aufgenommen. Zwischen 1871 und 1873 wurde die Evangelische Kirche gebaut. Im Jahre 1900 lebten in dem Dorf 371 Personen, 1910 waren es 394.  Seit 1924 führt die Gemeinde den amtlichen Namen Raná. 1930 hatte Raná 436 Einwohner. 1944 wurde östlich von Hyvel der Haltepunkt Vojtěchov angelegt; am 4. Juni 1944 hielt dort der erste Zug. 1949 wurde die Gemeinde dem neu gebildeten Okres Hlinsko zugeordnet, seit 1961 gehört sie wieder zum Okres Chrudim. Am 1. Juli 1974 wurde Oldřetice eingemeindet. Beim Zensus von 2001 bestand die Gemeinde aus 142 Häusern und 366 Einwohner; in den 84 Häusern des Dorfes Raná lebten 226 Personen.

## Gemeindegliederung
Die Gemeinde Raná besteht aus den Ortsteilen Medkovy Kopce (Medkaberg), Oldřetice (Oldretitz) und Raná (Ranna). Zu Raná gehört zudem die Ortslage Hyvel (Hiwel).
Das Gemeindegebiet gliedert sich in die Katastralbezirke Oldřetice und Raná u Hlinska.

## Sehenswürdigkeiten
- Kirche des Hl. Jakobus des Älteren auf dem Dorfplatz, das gotische Bauwerk ist seit 1350 nachweisbar, 1718 erfolgte eine barocke Umgestaltung. Später wurde das Gotteshaus noch im neogotischen Stil verändert. Der Glockenturm entstand 1835. Um die Kirche befindet sich ein ummauerter Friedhof mit einem zu Beginn des 18. Jahrhunderts errichtete Totenhaus.
- Pfarrhaus, der klassizistische Bau entstand 1799 und wurde 1880 umgestaltet.
- Evangelische Kirche, Neogotischer Bau aus den Jahren 1871 – 1873
- Gusseisernes Kreuz mit hohem Steinsockel auf dem Dorfplatz, errichtet 1847
- Denkmal für die Gefallenen des Ersten Weltkrieges
- Kapelle Unserer lieben Frau von La Salette in Oldřetice, 1894 errichtet